# Shadowhunters
Shadowhunters, ook wel bekend als Shadowhunters: The Mortal Instruments (Nederlands: Schaduwjagers: Kronieken van de Onderwereld), is een door Ed Decter ontwikkelde Amerikaanse bovennatuurlijke tv-dramaserie, gebaseerd op de populaire boekenreeks Kronieken van de Onderwereld geschreven door Cassandra Clare. De serie ging op de Amerikaanse tv-zender Freeform op 12 januari 2016 in Noord-Amerika in première. De serie is voornamelijk gefilmd in Toronto, Ontario, Canada. In de serie volg je Clary Fray geacteerd door Katherine McNamara en in de Nederlandse versie met de stem van Fleur van de Water (seizoen 1) en later Marieke van Ginneken (seizoen 2 en 3). Ze komt op haar achttiende verjaardag erachter dat ze niet is wie ze dacht dat ze was, maar een nakomeling is van een grote stamboom aan shadowhunters (Nederlands: schaduwjagers).
Het is de tweede productie van de romanreeks, na de film The Mortal Instruments: City of Bones uit 2013, die net als de serie door Constantin Film werd geproduceerd. Het eerste seizoen van Shadowhunters heeft gemengde reacties gekregen. De eerste aflevering had voor Freeform de meeste kijkers in de afgelopen twee jaar. Het tv-programma heeft talloze nominaties voor onderscheidingen gekregen. Zo hebben ze een GLAAD Media-onderscheiding en vier Teen Choice-onderscheidingen. 
De serie was vernieuwd voor een tweede seizoen met 20 afleveringen en ging op 2 januari 2017 in première. In augustus 2016 heeft de uitvoerend producent Ed Decter de serie verlaten wegens 'creatieve meningsverschillen'. Todd Slavkin en Darren Swimmer werden als vervangers voor Decter aangesteld. In april 2017 heeft Freeform de serie nogmaals vernieuwd voor een derde seizoen met 20 afleveringen. Deze ging op 20 maart 2018 in première. In juni 2018 heeft Freeform na drie seizoenen besloten een eind aan de serie te breien en als goedmakertje twee extra afleveringen besteld om het verhaal van de serie tot een goed eind te brengen. De tweede helft van het derde seizoen ging op 25 februari 2019 in première en de finale-afleveringen op 6 mei 2019.
De serie is onder andere in het Nederlands nagesynchroniseerd op Netflix te zien.

## Verhaal
Clary Fray heeft zich net ingeschreven bij de kunstacademie van Brooklyn. Op haar achttiende verjaardag komt ze erachter dat ze een shadowhunter is, dat is iemand die met engelenbloed wordt geboren om de mensheid tegen demonen te beschermen. Diezelfde avond wordt de moeder van Clary, Jocelyn, ontvoerd door een groep slechte shadowhunters, genaamd de Cirkel. Hun leider is de ex-man van Jocelyn en tevens de vader van Clary, Valentine (Nederlands: Valentijn) Morgenstern.
Clary voegt zich bij een groep shadowhunters om haar moeder te redden en ontdekt krachten waarvan ze nooit wist dat ze daarover beschikt. Clary wordt ondergedompeld in een wereld waarin op demonen wordt gejaagd met de geheimzinnige, zelfingenomen en aantrekkelijke shadowhunter Jace, en verder haar trouwe en leergierige vriend Simon. Nu ze naast seelies (Nederlands: elfen), heksenmeesters, vampiers en weerwolven woont begint Clary aan een reis waarin ze zichzelf ontdekt. Ze leert steeds meer over haar verleden en wat haar in de toekomst te wachten staat.

## Rolverdeling
| Personage                             | Acteur                 | Stemacteur (Nederland)                                                 |
| ------------------------------------- | ---------------------- | ---------------------------------------------------------------------- |
| Clary Fairchild                       | Katherine McNamara     | Fleur van de Water (seizoen 1) Marieke van Ginneken (seizoen 2 t/m 3B) |
| Jace Herondale                        | Dominic Sherwood       | Levi van Kempen (seizoen 1 en 2) Job Bovelander (seizoen 3 en 3B)      |
| Simon Lewis                           | Alberto Rosende        | Hein Gerrits                                                           |
| Alec Lightwood                        | Matthew Daddario       | Trevor Reekers                                                         |
| Isabelle Lightwood                    | Emeraude Toubia        | Canick Hermans                                                         |
| Luke Garroway                         | Isaiah Mustafa         | Murth Mossel                                                           |
| Magnus Bane                           | Harry Shum jr.         | Danny Houtkooper                                                       |
| Valentine Morgenstern                 | Alan van Sprang        | Frans van Deursen                                                      |
| Jocelyn Fairchild                     | Maxim Roy              | Peggy Vrijens (seizoen 1) Marlies Somers (seizoen 2)                   |
| Dot Rollins                           | Vanessa Matsui         | Sophie Velthuijzen                                                     |
| Raphael Santiago                      | David Castro           | Sander van der Poel                                                    |
| Victor Aldertree                      | Nick Sagar             | Ivo Chundro                                                            |
| Maryse Lightwood                      | Nicola Correia-Damude  | Jann Cnossen                                                           |
| Lydia Branwell                        | Stephanie Bennett      | Shanna Chatterjee                                                      |
| Asmodeus                              | Jack Yang              | Sander de Heer                                                         |
| Meliorn                               | Jade Hassouné          | Pim Wessels                                                            |
| Cleophas Graymark                     | Lisa Berry             | Joanne Telesford                                                       |
| Alaric                                | Joel Labelle           | Kevin Hassing                                                          |
| Hodge Starkweather                    | Jon Cor                | Jelle Amersfoort                                                       |
| Broeder Jeremiah                      | Stephen R. Hart        | Fred Meijer                                                            |
| Camille Belcourt                      | Kaitlyn Leeb           | onbekend                                                               |
| Maia Roberts                          | Alisha Wainwright      | onbekend                                                               |
| Elaine Lewis                          | Christina Cox          | onbekend                                                               |
| Robert Lightwood                      | Paulino Nunes          | onbekend                                                               |
| Max Lightwood                         | Jack Fulton            | onbekend                                                               |
| Rebecca Lewis                         | Holly Deveaux          | onbekend                                                               |
| Raj                                   | Raymond Ablack         | onbekend                                                               |
| Imogen Herondale                      | Mimi Kuzyk             | onbekend                                                               |
| Blackwell                             | Jordan Hudyma          | onbekend                                                               |
| Maureen Brown                         | Shailene Garnett       | onbekend                                                               |
| Sebastian Verlac Jonathan Morgenstern | Will Tudor Luke Baines | onbekend                                                               |
| Lilith                                | Anna Hopkins           | onbekend                                                               |
| Olivia Wilson                         | Alexandra Ordolis      | onbekend                                                               |
| Jordan Kyle                           | Chai Hansen            | Roel Dirven                                                            |
| Heidi McKenzie                        | Tessa Mossey           | onbekend                                                               |

## Nederlandse versie
De Nederlandse versie van Shadowhunters is gemaakt door Creative Sounds. De vertalingen zijn verzorgd door Lizemijn Libgott en sommige afleveringen door Trevor Reekers. Het eerste seizoen is geregisseerd door Hein Gerrits en seizoen 2 en 3 door Jelle Amersfoort. De Nederlandse vertaling is omstreeks eind 2018 te zien op de televisie en Netflix.